# Fenestraja plutonia
Fenestraja plutonia е вид акула от семейство Морски лисици (Rajidae).

## Разпространение и местообитание
Този вид е разпространен във Венецуела, Гвиана, Колумбия, Коста Рика, Мексико, САЩ (Джорджия, Северна Каролина, Флорида и Южна Каролина) и Суринам.
Обитава морета и заливи. Среща се на дълбочина от 290 до 1330 m, при температура на водата от 4,3 до 26 °C и соленост 34,9 – 36,4 ‰.

## Описание
На дължина достигат до 25,3 cm.